# Hirokazu Usami
Hirokazu Usami (japanisch 宇佐美 宏和 Usami Hirokazu; * 18. Juni 1987 in Moriguchi, Präfektur Osaka) ist ein ehemaliger japanischer Fußballspieler.

## Karriere
Usami erlernte das Fußballspielen in der Universitätsmannschaft der Kansai-Universität. Seinen ersten Vertrag unterschrieb er 2010 bei Tochigi SC. Der Verein spielte in der zweithöchsten Liga des Landes, der J2 League. Für den Verein absolvierte er 49 Ligaspiele. 2013 wechselte er zum Erstligisten Shonan Bellmare. Am Ende der Saison 2013 stieg der Verein in die zweite Liga ab. Für den Verein absolvierte er 29 Ligaspiele. 2015 wechselte er nach Yamagata zum Erstligisten Montedio Yamagata. Am Ende der Saison 2015 stieg der Verein in die zweite Liga ab. Für den Verein absolvierte er 48 Ligaspiele. 2018 wechselte er zum Drittligisten Fukushima United FC. Für den Verein aus Fukushima  absolvierte er 68 Drittligaspiele.
Am 1. Februar 2022 beendete Usami seine Karriere als Fußballspieler.